# Тінь з космосу (новела)
«Тінь з космосу» (англ. The Shadow Out Of Space) — коротка повість американського письменника Говарда Ф. Лавкрафта, яку після його смерті дописав Август Дерлет. Вона увійшла до збірки «Єдиний спадкоємець» випущеної тиражем 2096 примірників у 1957 році. У новелі зібрані елементи жанру наукової фантастики та детективу.
Сюжет повісті розвиває ідеї ранішого твору Лавкрафта «За пеленою часу». Антрополог Еймос Пайпер відчуває прозріння, після того як згадує, що інопланетянин обмінювався з ним тілом, аби вивчати землян. Перебуваючи в тілі чужої істоти, Еймс у свою чергу дізнався про історію її цивілізації та загрозу, що нависла над людством.

## Сюжет
До психоаналітика Натаніеля Корі звернувся викладач антропології Міскантонікського університету Еймос Пайпер зі скаргою на галюцинації. Три роки тому в театрі на прем'єрі моемівського «Листа» він впав у кому на 3 дні, а по поверненні його рухи нагадували краб'ячі, він намагався брати предмети таким чином, ніби замість рук у нього були клешні. В пам'яті за ті дні була суцільна прогалина, йому знову доводилося вчитися навіть ходити й говорити. Розмовляв він жестами, а замість звуків у нього виходило щось на зразок свисту.
Одужавши, Еймос став багато подорожувати, побував у Аравійській пустелі, Монголії, за Полярним колом, Антарктиці, Полінезії, в гірській країні інків, понпейців, Ангкор-Ваті, Парижі і Аркгемі. Він багато працював у бібліотеках Міскатонікського університету, Британського Музею, Каїра в Єгипті і Національній у Франції. Там він вивчав окультні книги 16 століття: «Пнакотичні рукописи», «Некрономікон», «Unaussprechlichen Kulten» фон Юнцта, «Cultes des Goules» графа д'Ерлетта, «Vermiis mysteriis» Людвіга Прінна, «Тексти Р'льєх», «Сім Таємних Книг Хсана», «Пісні Дхола», «Liber ivoris», «Записки Челено».
Поступово Еймос пригадує, що на ті три дні його свідомість опинилася в тілі іншої істоти. Еймса прикликали для опису історії Землі в бібліотеку на іншій планеті і вселили до тіла створінь у вигляді зморшкуватих конусів з декількома кінцівками. Химерні діаграми і невідомі мови раптом стали йому зрозумілими: санскрит, грецька, латина, французька, мова саксонських хронік. Серед інших полонених були свідомості деревоподібних людей з Венери, напіврослинна раса з Антарктики, людська раса, яка буде жити на Землі після ядерної катастрофи через водневі і кобальтові бомби, люди-мурахи з Марса, Інки, стародавні римляни, люди, які будуть жити на Землі через 50 тисяч років.
Ці істоти називалися Велика Раса Йіт, вони набула форми зморшкуватих конусів кілька століть тому, а їх рідний вигляд подібний до променя світла, оскільки вони є расою вільної свідомості, і можуть існувати в межах будь-якого тіла. За вікном Еймос бачив в'янучий ліс папоротеподібних дерев, який свідчив, що планета Раси Йіт гине. До того ж вони також побоювалися нападу летючих поліпів з берегів озера Халі, яке стало місцем вигнання Хастура, тому готувалися до масового виходу з одночасним переміщенням вперед або назад у часі. Колись Велика раса Йіт населяла Землю і планети інших систем мільйони років, але була втягнута у війну між Володарями Давнини та Богами Сивої Давнини. Настане катастрофа, якщо звільняться від пут Володарі Старовини: Хастур Невимовний, Ктулху, який покоїться в морських глибинах, Ньярлатхотеп-Посланець, Азатот і Йог-Сотот. Сліди їх поплічників простежуються на Землі: Морські боги в океанічних глибинах, глибоководні в Полінезії та в Іннсмуті, штат Массачусетс, страшний народ чочо в Тибеті, птахоподібні шантаки з Кадата в Крижаній Пустелі та інші. Відступивши на іншу планету, Раса Йіт відтоді слідкувала за Землею, викрадаючи свідомості її жителів.
Спостерігачі Раси Йіт стежили за полоненими, а їхній Контролер зберігав відомості про своє існування в таємниці шляхом стирання пам'яті після повернення свідомостей у рідні тіла. Іноді після повернення полоненої свідомості на своє колишнє місце за нею слідом прямував ще один посланець, аби переконатися, що в її пам'яті не збереглося ніяких відомостей про Расу Йіт. Якщо спогади залишалися, посланець повинен був знищити всі свідчення існування своєї раси. Еймос бачив машину, яка переміщувала «дублера» на землю і повертала «господаря» в тіло прибульця.
Еймос розповідає все це лікареві Натаніелю, побоюється, що він під стеженням, що його переслідують прибульці, а в уряді є змова, пов'язана з культами ув'язнених на Землі істот. Еймос знову впадає в кому, а коли Натаніель приїжджає до нього додому, той поводиться як зовсім інша людина. Еймос запевняє, що впорався з хворобою і видіння зникли, заперечуючи всі ідеї про прибульців. Бентежила та обставина, що зцілення збіглося з нападом коми. В останній візит його інтелект зростає і він готується до експедиції в Аравійську пустелю. За 3 роки поїздки почастішали і він зустрічався з незнайомими людьми за наміченою схемою. Ці люди теж займалися дивними науковими дослідженнями, а при спілкуванні по телефону з'ясується, що всі вони пережили подібну недугу.

З кабінету доктора хтось викрадає всі документи пов'язані з Еймосом Пайпером. Лікар встигає заздалегідь зняти копії і починає розслідування. Через рік, бувши знайомим зі способом мислення Еймоса, він і сам починає вірити, що хтось замінив його свідомість. Це спонукає до думки, що десь і справді існує раса, яка значно перевершує нашу. В чергову експедицію Еймоса вирушають англійський антрополог, палеонтолог-француз, філософ-китаєць, відомий єгиптолог — всі вони пережили заміну свідомості. Але всі вони зникають в Арабській пустелі. Лікаря відвідує дивний чоловік, що нагадує поглядом Еймоса. Незнайомець переслідує його, а потім нападає на нього в будинку. Ввірвавшись у кабінет, правоохоронці стали свідками такої картини: 
|  | Доктор Корі і невідомий пацієнт стояли на колінах і марно намагалися пересунути розкидані по підлозі листки паперу в бік вогню в каміні. Здавалося, вони не могли захопити листи пальцями і замість цього штовхали їх вперед незграбними рухами, що нагадують рухи краба. Незважаючи на поліціянтів, вони продовжували в божевільному поспіху рухати по підлозі розсипаними сторінками рукопису. Ніхто з двох не міг переконливо відповісти на питання поліціянтів і прибулих слідом за ними лікарів. Від них взагалі не вдалося досягти зв'язного мовлення. Ретельне обстеження обох виявило у них повну трансформацію особистості, після чого вони були відправлені на тривале лікування в інститут Ларкіна, знамениту приватну лікарню для божевільних... |

## Персонажі

### Натаніель Корі
Натаніель Корі — психоаналітик у лікарні Бостона, з хорошою професійною репутацією, автор підручника і великої кількості статей. Навчався у Відні і практикував у Бостоні. 10 років тому через похилий вік був змушений облишити практику і переїхати в невелике університетське містечко Аркгем, штат Массачусетс.

### Еймос Пайпер
Еймос Пайпер — професор антропології в Міскатонікському університеті, автор збірки доповідей про відкриття. Високий чоловік 1870 року народження, на час лікування йому 52 роки. Досить приємної зовнішності, справляв враження колись дуже повної людини, але сильно схудлої. У нього не було нападів люті, він часто бував розсіяним і відчуженим від світу цього, деколи він нагадував равлика, який відгородився від оточення міцними стінками своєї раковини. Очі його випромінювали якусь гіпнотичну енергію і здавалося, що утримувати їх відкритими вимагало від нього величезного зусилля волі.

### Велика раса Йіт
Велика раса Йіт — конуси 10 футів заввишки, зморшкуваті, за структурою тканин нагадували рослини. Форму зморшкуватих конусів вони взяли кілька століть тому, а їх рідний вигляд подібний до променя світла, оскільки вони є расою вільної свідомості, і можуть існувати в межах будь-якого тіла. Їхні голови і клешнеподібні кінцівки розташовувались у верхній частині конуса. Пересувалися вони, стискаючи і розширюючи товсту віскозну «підошву» в основі конуса. Їхня мова була дивним поєднанням посвистів, клацань і скреготу величезних клешень, розташованих на кінцях двох з чотирьох гнучких відростків, що починалися біля вершини конуса. Первісна мета Йіт полягала в тому, щоб вивчати історію різних часів і місць, для чого вони створили «місто-бібліотеку», де описана історія з минулого і майбутнього безлічі рас. Велика Раса Йіт побудувала на землі місто під назвою Пнакотус, розташоване у Великій Піщаній пустелі Австралії. Зрештою раса Йіт мусила загинути через пробудження істот, відомих як летючі поліпи. Деякі передбачали загибель у майбутньому, тому масово спрямували свій розум у тіла комах, які колись повинні успадкувати Землю після падіння людства.

## Натхнення
Ідеї «Тіні з космосу» дуже близькі до повісті «За пеленою часу», на яку Лавкрафта надихнув фільм 1933 року «Berkeley Square»: його сюжет про сучасника з XX століття, чий розум захоплює його предок зі століття XVIII.
У «The Shadowy Thing» (1925) Г. Б. Дрейка герой був наділений здатністю переміщати свій розум в різні тіла.
У романі «Лазар» (1924) Анрі Беро розповідається про другу особистість, що розвилася в головному герої після тривалого періоду амнезії.
У романі Волтера де Ла Мара «Повернення» (1910) сутність з XVIII століття стає причиною одержимості героя.

## Зв'язок з іншими творами
В оповіданнях «Виклик ззовні» і «За пеленою часу» описано переміщення свідомості і раса прибульців.
У романі «В горах божевілля» описана раса Старців і Боги Сивої Давнини, а також професор геології Міскатонікського університету.
В оповіданні «Поклик Ктулху» згадуються тексти Р'льєх.
У романі «Справа Чарльза Декстера Ворда» описано схожий випадок заміщення тел.
У повісті «Той, хто шепоче в пітьмі» описано інший спосіб переміщення розуму на іншу планету.

## Адаптації
- Художник Ларрі Тодд[en] адаптував сюжет повісті у вигляді коміксу, під назвою «The Shadow From the Abyss», у журналі «Skull Comics», (видавництво «Last Gasp[en]», 1972)
- Значне відсилання до розповіді є в грі Call of Cthulhu: Dark Corners of the Earth, де описано метод переселення душ між прибульцями і людьми.